# Linas Klimavičius
Linas Klimavičius (Panevėžys, 10 april 1989) is een Litouws voetballer die bij voorkeur als centrale verdediger speelt. In 2014 verruilde hij FK Daugava voor FK Trakai. In 2015 debuteerde hij voor het Litouws voetbalelftal.

## Interlandcarrière
Op 5 juni 2015 maakte Klimavičius zijn debuut voor het Litouws voetbalelftal. In de vriendschappelijke wedstrijd tegen Hongarije speelde hij negentig minuten.
| Interlands van Linas Klimavičius voor Litouwen | Interlands van Linas Klimavičius voor Litouwen | Interlands van Linas Klimavičius voor Litouwen | Interlands van Linas Klimavičius voor Litouwen | Interlands van Linas Klimavičius voor Litouwen | Interlands van Linas Klimavičius voor Litouwen |
| №                                              | Datum                                          | Wedstrijd                                      | Uitslag                                        | Competitie                                     | Goals                                          |
| Als speler van FK Trakai                       | Als speler van FK Trakai                       | Als speler van FK Trakai                       | Als speler van FK Trakai                       | Als speler van FK Trakai                       | Als speler van FK Trakai                       |
| ---------------------------------------------- | ---------------------------------------------- | ---------------------------------------------- | ---------------------------------------------- | ---------------------------------------------- | ---------------------------------------------- |
| 1                                              | 5 juni 2015                                    | Hongarije – Litouwen                           | 4 – 0                                          | Vriendschappelijk                              | 0                                              |

Bijgewerkt op 6 juni 2015.